# 東経94度線
東経94度線（とうけい94どせん）は、本初子午線面から東へ94度の角度を成す経線である。北極点から北極海、アジア、インド洋、南極海、南極大陸を通過して南極点までを結ぶ。
東経94度線は、西経86度線と共に大円を形成する。

## 通過する地域一覧
東経94度線は、北極点から南極点まで南に向かって以下の場所を通っている。
| 地理座標                                             | 国土・領土・領海 | 備考                                                                                               |
| ---------------------------------------------------- | ---------------- | -------------------------------------------------------------------------------------------------- |
| 北緯90度0分 東経94度0分 / 北緯90.000度 東経94.000度  | 北極海           | |
| 北緯81度2分 東経94度0分 / 北緯81.033度 東経94.000度  | ロシア           | コムソモレツ島、十月革命島（セヴェルナヤ・ゼムリャ諸島）                                           |
| 北緯79度26分 東経94度0分 / 北緯79.433度 東経94.000度 | カラ海           | ヴォロニナ島（英語版）（ ロシア）のすぐ東を通過                                                    |
| 北緯76度36分 東経94度0分 / 北緯76.600度 東経94.000度 | ロシア           | ノルデンショルド群島                                                                               |
| 北緯76度34分 東経94度0分 / 北緯76.567度 東経94.000度 | カラ海           | |
| 北緯76度7分 東経94度0分 / 北緯76.117度 東経94.000度  | ロシア           | |
| 北緯50度35分 東経94度0分 / 北緯50.583度 東経94.000度 | モンゴル         | |
| 北緯44度45分 東経94度0分 / 北緯44.750度 東経94.000度 | 中華人民共和国   | 新疆ウイグル自治区 甘粛省 青海省 チベット自治区                                                    |
| 北緯28度50分 東経94度0分 / 北緯28.833度 東経94.000度 | インド           | アルナーチャル・プラデーシュ州（ 中華人民共和国が領有権を主張） アッサム州 ナガランド州 マニプル州 |
| 北緯23度55分 東経94度0分 / 北緯23.917度 東経94.000度 | ミャンマー       | |
| 北緯18度44分 東経94度0分 / 北緯18.733度 東経94.000度 | インド洋         | バレン島（英語版）（ インド・アンダマン諸島）のすぐ東を通過 大ニコバル島（ インド）のすぐ東を通過  |
| 南緯60度0分 東経94度0分 / 南緯60.000度 東経94.000度  | 南極海           | |
| 南緯66度31分 東経94度0分 / 南緯66.517度 東経94.000度 | 南極大陸         | オーストラリア南極領土（ オーストラリアが領有権主張）                                              |